# Мачавариани, Иосиф Иванович
Иосиф Иванович Мачавариани (1877, Ахашени — 21 апреля 1938) — грузинский политик, социал-демократ, меньшевик, член Учредительного собрания Демократической Республики Грузии.
Не следует путать с Иосифом Константиновичем Мачавариани (1877—1937), также членом Учредительного собрания, представлявшего в нём Национально-демократическую партию.

## Биография
Иосиф Мачавариани родился в 1877 году в деревне Ахашени Сигнахского уезда. Среднее образование получил в Тифлисской духовной семинарии. С 1898 года он был членом Российской социал-демократической рабочей партии, в 1905 году стал членом её меньшевистской фракции. Был арестован в 1908 году по политическим мотивам, но вскоре был освобождён. Возглавлял телавский комитет социал-демократической партии Грузии.
12 марта 1919 года избран членом Учредительного собрания Демократической Республики Грузии, вошёл в состав аграрной комиссии. Занимался пропагандистской деятельностью в Кахетии.
После советизации Грузии в 1921 году присоединился к антисоветскому движению, несколько раз за эту деятельность был арестован.
В последние годы своей жизни жил в Кварели.
Расстрелян по приговору «тройки» 21 апреля 1938 года.